# Гексахорд
Гексахо́рд (лат. hexachordum, букв. «шестиструнник» ← др.-греч. ἕξ «шесть» + χορδή «струна») — шестиступенный звукоряд в диапазоне сексты.

## Краткая характеристика
Под «гвидоновым» гексахордом подразумевают диатонический гексахорд в объёме большой сексты, структуры ТТпТТ. В трактате «Послание о незнакомом распеве» (ок. 1030) Гвидо Аретинский приводит только один такой гексахорд, с привязкой сольмизационных слогов к клавису C и последующим ступеням звукоряда (C-ut, D-re, E-mi и т. д.). Вряд ли, учитывая тот факт, что Гвидо в «Послании» выступил резко против b-круглого (упрощённо «си-бемоля», который считал ступенью, вносящей сумятицу в чистую диатонику звуковысотной системы), он предполагал гексахорд от F (в котором возникновение звукоступени b неизбежно). Однако уже в XII веке в нотных рукописях и маргиналиях к трактатам Гвидо гексахорды описанной структуры фиксируются в приложении и к высотам G и F (в том числе, с визуализацией на так называемой Гвидоновой руке). В таком виде система гексахордов охватывает весь употребительный в григорианском хорале миксодиатонический звукоряд. 
Позже (не раньше XIII века) гексахорд от C получил название натурального (natura, naturale), гексахорд от F был назван мягким (molle, или b molle), гексахорд от G твёрдым (durum, или # durum). Эти обозначения для гвидоновых гексахордов используются по сей день.
Сам термин «гексахорд» Гвидо не использовал, как не использовали и его итальянские современники, получившие в науке с прозвище Псевдо-Одо («Диалог о музыке», «Musicae artis disciplina», оба около 1000 года). Нормативным термин «гехсахорд» стал гораздо позже — в учебниках по теории музыки Нового времени.
Переход из одного гексахорда в другой (необходимый в случаях, когда амбитус песнопения шире сексты) с XIII века получил название мутации.

## В теории композиции XX века
Американский теоретик музыки Аллен Форт в книге «The structure of atonal music» (1973) расширил понятие гексахорда, включив в него любую (необязательно гаммообразную в пределах сексты) последовальность шести разновысотных звуков (как в «Плаче пророка Иеремии» Э.Кшенека, где «гексахордами» названы два сегмента серии F-G-A-B-Des-Es и H-C-D-E-Fis-Gis). Такое применение термина в западных исследованиях музыки XX — XXI веков стало общепринятым.
Существует так называемые «именные» гексахорды, к которым относятся гексахорд Захера ― музыкальная монограмма фамилии дирижёра Пауля Захера, использовавшаяся в сборнике из двенадцати пьес, созданном по инициативе Мстислава Ростроповича по случаю семидесятилетнего юбилея Захера в 1976 году, и гексахорд Шёнберга[уточнить], который встречается, помимо работ самого Шёнберга, в композициях Альбана Берга, И. Ф. Стравинского, Джона Вейнцвейга.